# 여우뱀
여우뱀(영어: foxsnake)은 북미 원산의 신대륙구렁이(rat snake)의 일종이다. 뱀과 옥수수뱀속에 속하며, 무독성이다.
"여우뱀"이라는 이름과 학명(라틴어 vulpinus는 "여우의"라는 뜻)은 완모식표본 수집가 찰스 폭스 신부(1815년생-1854년몰)를 기리는 언어유희로서 명명되었다. 또한 자기방어용으로 여우의 채취 같은 고약한 냄새를 낸다.
꼬리 포함 전체 신장 0.91 m-1.83 m까지 자란다. 배면은 황금빛 갈색에 암갈색 반점이 있고, 복면은 노란색 체커무늬가 있다.
여우뱀은 미시시피강 상류 동안에서 발견된다. 동부여우뱀과 미시간에서 서식지가 겹치지만, 서부여우뱀은 미시시피강으로 분리되어 있어 서식지가 겹치지 않는다.